# ラファイエット (インディアナ州)

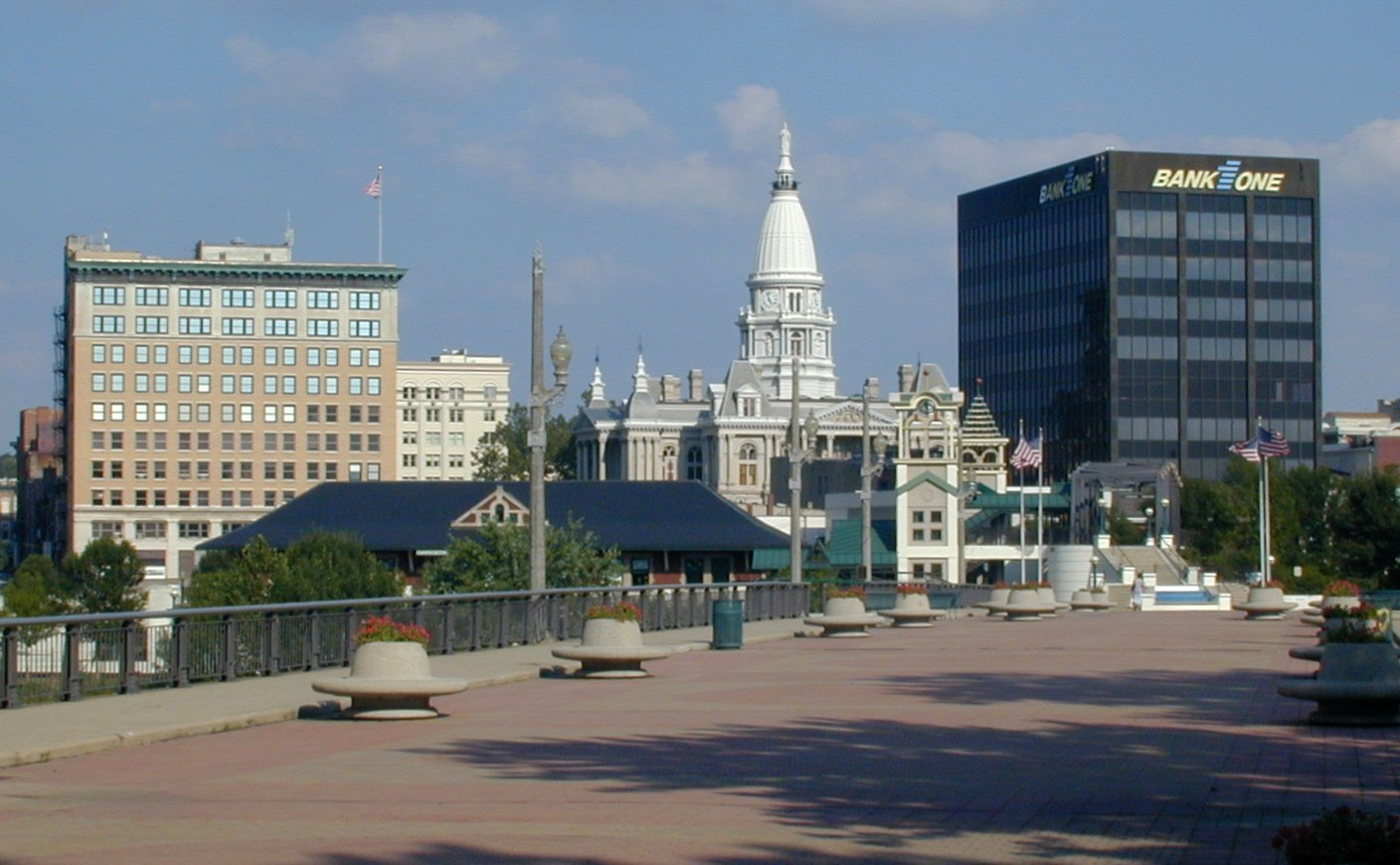
ラファイエットのダウンタウン

ラファイエット（Lafayette、現地での発音はラフィエットで、ラファイエットと発音する人はいない）は、アメリカ合衆国インディアナ州の都市。ティピカヌー郡の郡庁所在地である。人口は7万0783人（2020年）。州都インディアナポリスの北西100kmに位置する。
ラファイエットはウォバッシュ川の対岸に位置し、パデュー大学が本部キャンパスを置くウェストラファイエットと双子都市を形成している。ウェストラファイエット同様、ラファイエットにも同学の学生・教員・職員が多数住んでいる。

## 歴史
現在ではインディアナ州ティピカヌー郡となっているこの一帯は、古くはネイティブ・アメリカンのマイアミ族（Miami）が住んでいた。1717年、フランス政府はこの地に砦を建設した。砦は現在のラファイエット市街から南へ5kmほどのところに建っていた。やがて砦は毛皮狩りの罠猟師、商人、ネイティブ・アメリカンたちが交易を行なう拠点となっていった。現在では、毎年秋になるとザ・フィースト・オブ・ハンターズ・ムーン（The Feast of the Hunters' Moon）と呼ばれるイベントがこの砦の跡地で執り行われる。
ラファイエットの町は1825年、川を行き来して交易を行なう商人であったウィリアム・ディグビー（William Digby）によって創設された。翌1826年には、ラファイエットは新しくできたティピカヌー郡の郡庁所在地になった。町の名は独立戦争の功労者であり、後にフランス革命でも活躍したフランスの将軍、ラファイエット侯爵にちなんでつけられた。
初期のラファイエットはウォバッシュ川の水上交通の要衝として栄えた。1840年代にウォバッシュ・アンド・エリー運河（Wabash and Erie Canal）が開通すると、ラファイエットの地位は一層高まった。1850年代に入ると鉄道が開通し、ラファイエットは水陸両方の交通のハブとして発展していった。特にモノン鉄道（Monon Railroad）はラファイエットとインディアナ州内各地とを結ぶ重要な鉄道であった。
1859年8月17日、ラファイエットにはアメリカ合衆国史上初となる公式なエアメールの発送が行なわれた。もっともエアメールと言っても現在のような航空機によるものではなく、ラファイエットの地方裁判所周辺から飛び立った熱気球を用いたものであった。パイロットを務めたジョン・ワイズ（John Wise）は当初ニューヨークを目指していた。しかし天候が不順だったため、熱気球は州内のクロフォーズビル（Crawfordsville）に着陸し、そこから郵便物は目的地のニューヨークまで列車で運ばれた。1959年、エアメール誕生100周年を記念して、アメリカ合衆国郵便サービスは1枚7セントの記念切手を発行した。

## 地理

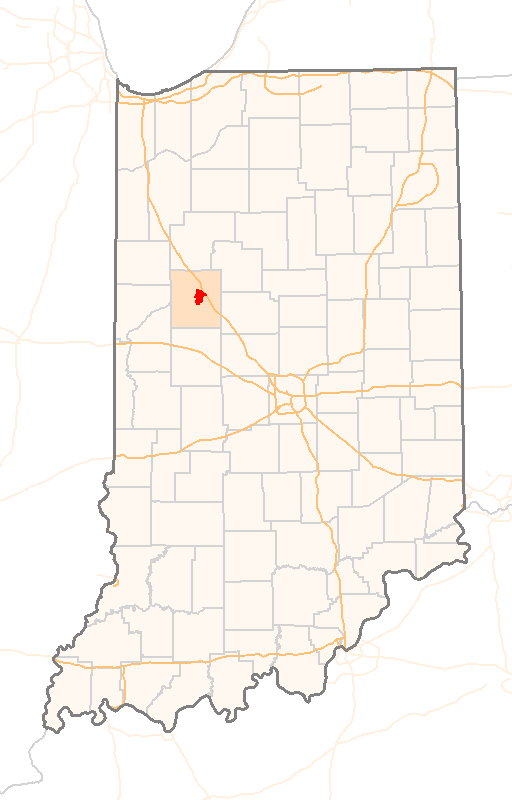
ラファイエットの位置

ラファイエット市は北緯40度24分38秒 西経86度52分29秒 / 北緯40.41056度 西経86.87472度（40.410585, -86.874681）に位置している。市の北西をウォバッシュ川が流れ、ウェストラファイエットとの市境を形成している。市はインディアナポリスの北西約100km、シカゴの南東約175kmに位置している。
アメリカ合衆国統計局によると、ラファイエット市は総面積52.0km²（20.1mi²）である。その全域が陸地であり、水域はない。

## 教育
ラファイエットのK-12課程はラファイエット学校公社（Lafayette School Corporation）によって運営されている。また、ラファイエット都市圏の公立学校のうち、ラファイエット市域外の学校はウェストラファイエット学校公社（West Lafayette Community School Corporation）やティピカヌー学校公社（Tippecanoe School Corporation）によって運営されている。このほか、ラファイエット市内にはキリスト教系の私立学校が7校ある。
対岸のウェストラファイエットにはパデュー大学が本部キャンパスを構えている。同学はブルーミントンに本部を置くインディアナ大学と並ぶ、インディアナ州を代表する州立大学である。インディアナ大学が文系の学問分野に強いのに対し、パデュー大学は工学系の分野で高い評価を得ている。

## 交通

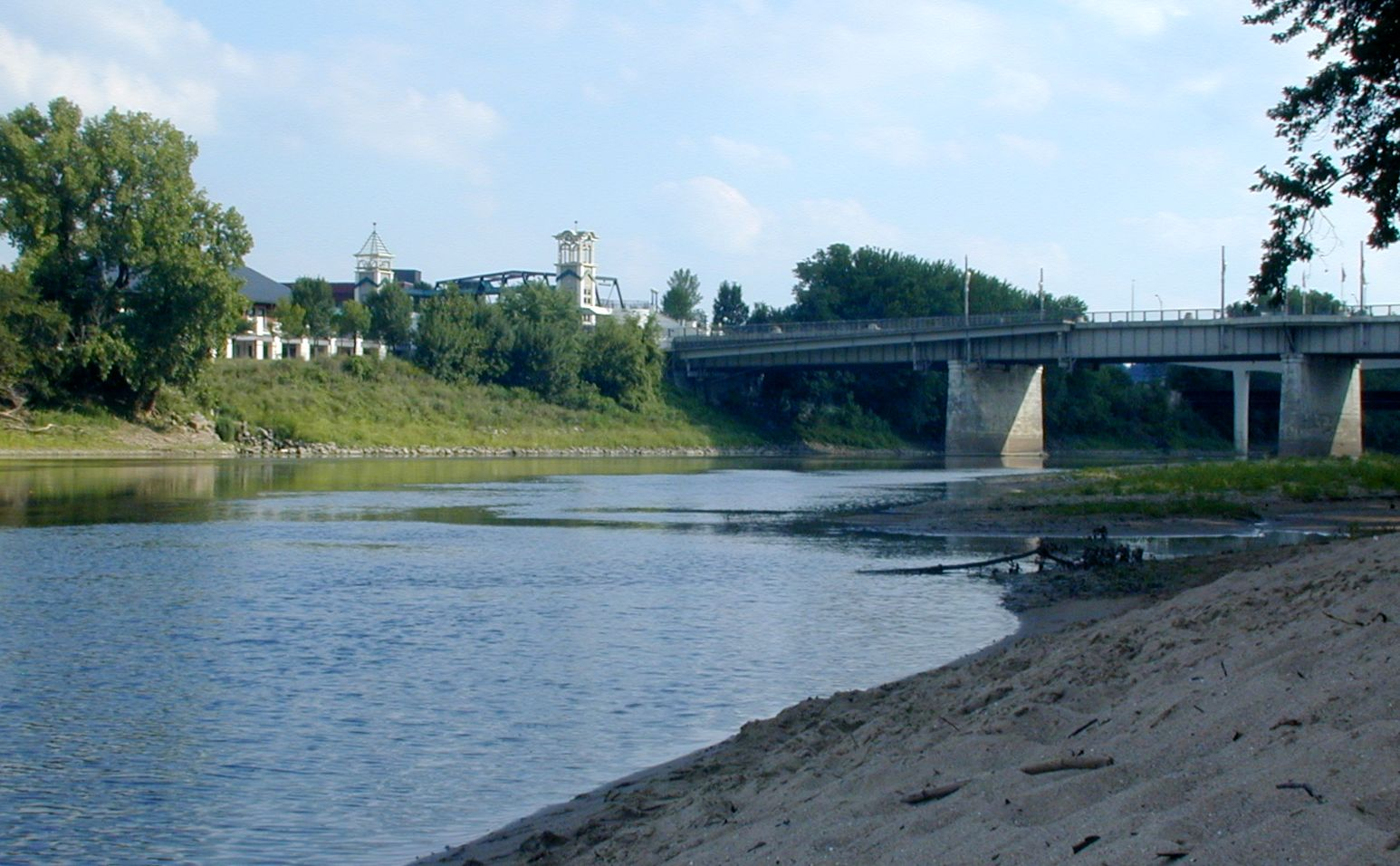
市の北西を流れ、ウェストラファイエットとの市境になっているウォバッシュ川。アムトラックの駅は河岸に立地している。

ラファイエットの玄関口となる空港はインディアナポリス国際空港である。1990年代にはミッドパシフィックエアが本拠地を置いていた。ウェストラファイエットにあるパデュー大学はパデュー大学空港（Purdue University Airport）を有しているが、同学のスポーツイベントなど専らチャーター機の発着に用いられており、一般の旅客機の便はない。
市の北東を州間高速道路I-65が通っている。I-65はシカゴ・インディアナポリス・ルイビルを結ぶ、インディアナ州にとって最も重要な高速道路である。同高速道路上をグレイハウンドのバスが通っており、ラファイエットにもインディアナポリスとシカゴを結ぶバスが停車する。また、ウォバッシュ川のほとりにはアムトラックのラファイエット駅があり、シカゴとニューヨークをシンシナティ経由で結ぶ夜行長距離列車カーディナル号や、インディアナ州をカバーする昼行中距離列車フージャー・ステート号が停車する。
市内の交通機関はグレーター・ラファイエット公共交通公社（Greater Lafayette Public Transportation Corporation）によって運営されている。同社はラファイエット・ウェストラファイエット両市を中心に、ラファイエット都市圏を広くカバーする路線バスの便を提供している。

## 著名な住民
ラファイエット出身の著名人には、10回のオリンピック優勝者であるレイ・ユーリー、ガンズ・アンド・ローゼズのボーカルのアクセル・ローズ、同バンドのギタリストのイジー・ストラドリン、俳優・ディレクター・プロデューサーのシドニー・ポラックなどがいる。アメリア・イアハートはパデュー大学で教鞭を取っていたときラファイエットに住んでいた。

## 日本との関係
富士重工の生産拠点であるスバル・オブ・インディアナ・オートモーティブが所在する。スバル・アウトバック、スバル・インプレッサなどの乗用車が生産され、5,000人以上が雇用されている。

## 姉妹都市
ラファイエットは日本の群馬県太田市と姉妹都市提携を結んでいる。対岸のウェストラファイエットを含む、ラファイエット都市圏全体が太田市の姉妹都市となっている。なお、太田市ではラファイエットを「ラフィエット」と表記している。ラファイエットとの姉妹都市提携を記念し、太田市には「ラフィエット通り」という名の道路が通っている。同市が富士重工の企業城下町であることが関係している。

## 註
1. ↑  “Quickfacts.census.gov”. 2023年11月16日閲覧。